# 会見県設置運動
会見県設置運動（あいみけんせっちうんどう）は明治23年（1890年）から翌24年（1891年）にかけて鳥取県米子地方を中心に起きた新県設置運動のこと。

## 背景
鳥取県の西部、旧伯耆国のなかでも「西伯耆」と呼ばれた地方は古くから出雲国との密接な交流が存在し、現在でも同一の雲伯方言を話している。明治14年（1881年）、鳥取地方の士族などによる「鳥取県再置運動」により因・伯2国を以って鳥取県が再置されたが、依然として島根とのつながりを重視する米子地方の人々は島根県への編入を求めていた。そのような中での府県制の公布と帝国議会開設による「請願権」の獲得は新県設置に向けた運動を高まらせる要因となった。

## 会見県設置に向けた取り組みと結果
以前からくすぶっていた新県構想は請願権の獲得によって一気に高まり、明治23年（1890年）の夏頃には「会見・汗入・日野3郡の島根県編入案」と「鳥取・島根両県を合併させ、会見県を新設する案」の2つが示された。特に後者の案は島根県の石見地方を広島県に編入させ、会見郡米子町に県庁を設置するものであり、同時期に石見地方から広島県への編入を求める請願がなされたこともあり、議会や内閣に対して盛んに請願が行われた。
これらを主導していた人物は元・鳥取藩家老で元・米子城主の荒尾成勲、坂口平兵衛、遠藤春彦、小西清太、野坂茂三郎（元米子市長野坂寛治の父）、小倉直人、門脇重雄などの米子地方を代表する名士達であった。翌24年2月1日には有志146名が集まって協議会が開かれ、議長に遠藤春彦を選出、会見・汗入両郡の各戸より1銭ずつ出してもらって集めた400円の活動資金をもとに本格的に活動を開始した。
この他、新県設置による利点として3〜4万円の地方税負担の減少（当時の鳥取県は島根県と比較して、地租と一戸あたりの負担が地租で8銭、一戸あたりで48銭の差が存在していた）が挙げられていた。明治24年10月には再び請願が行われたが、運動が米子地方に限られたものであり、他の鳥取・倉吉地方は総じて冷淡な反応を示し、県下全域に広がるものではなかったため、結局実現には至らなかった。

## その後の情勢
その後も完全に新県構想が絶えた訳ではなく、大正時代には鳥取県会に両県の合併案が提出されている。現在、道州制導入に際して米子市・境港市・松江市などを合併して「中海市」を誕生させる動きがあるが、それもこの「会見県」構想に端を発するものと思われる。